# Duroia strigosa
Duroia strigosa är en måreväxtart som beskrevs av Julian Alfred Steyermark. Duroia strigosa ingår i släktet Duroia och familjen måreväxter. Inga underarter finns listade i Catalogue of Life.